# Arakachatani

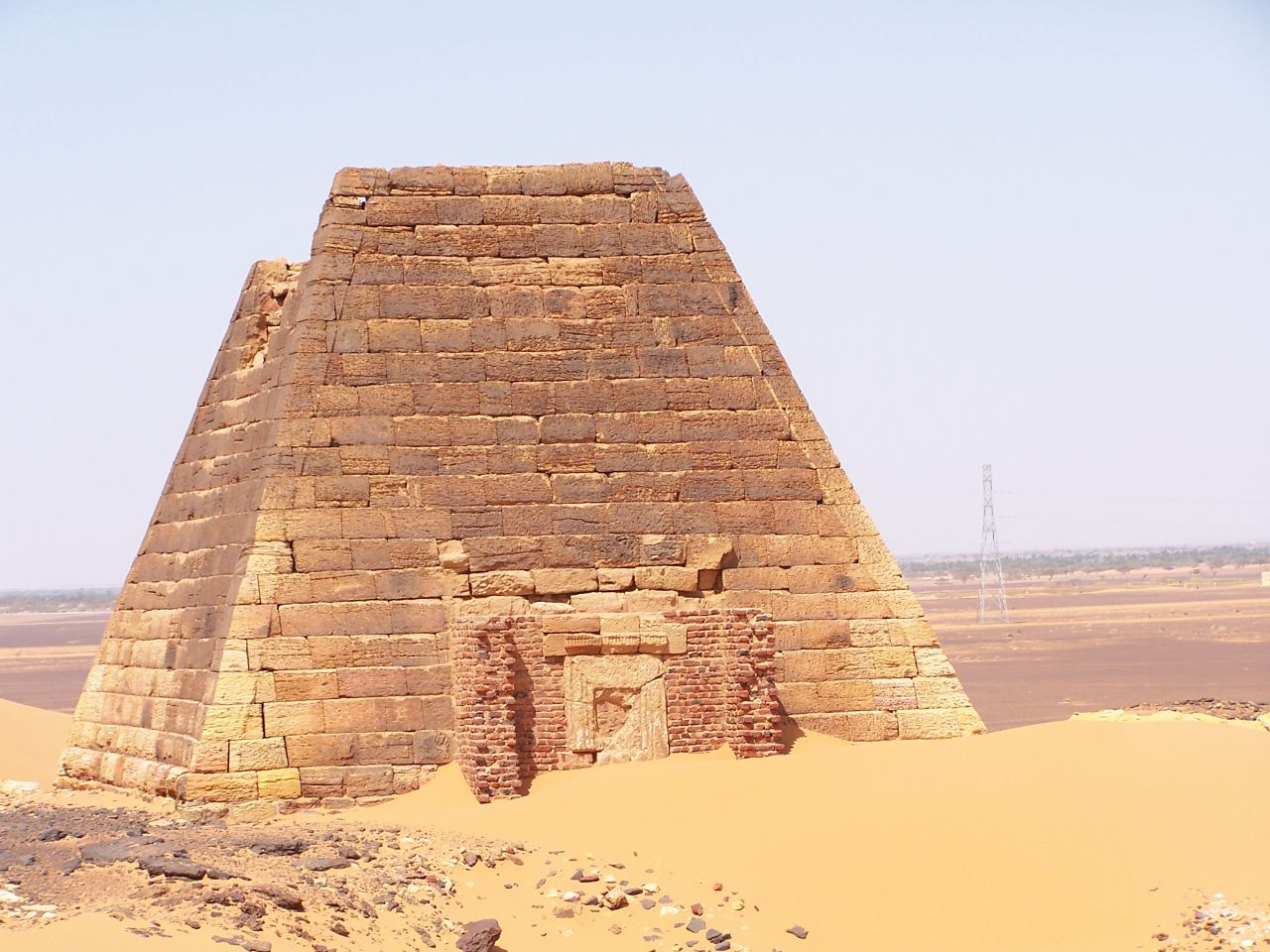
Pyramide N14 in Meroe, die Arakachatani zugeschrieben wird

Arakachatani ist eine Person, die etwa im ersten nachchristlichen Jahrhundert in Nubien erscheint. Er wird im Amuntempel in Naqa neben König Natakamani und Amanitore genannt.
Der Name von Arakachatani ist wie bei einem König in einer Kartusche geschrieben und er führt wie ein König einen zweiten, auch in einer Kartusche geschriebenen Namen: Anchkare. Trotzdem dürfte er kein regierender König gewesen sein, da ihm weitere königliche Attribute fehlen und er immer zusammen mit Natakamani genannt wird, der als König mit Sicherheit regierte. Bei Arakachatani kann es sich deshalb nur um einen Königssohn oder General gehandelt haben, der wie zum Beispiel Akinidad die Ehre hatte, seinen Namen in einer Kartusche schreiben zu dürfen.
Arakachatani ist möglicherweise in der Pyramide Beg N14 in Meroe begraben worden.